# Roland Weber (Fußballspieler)
Roland Weber (* 16. August 1960) ist ein ehemaliger österreichischer Fußballspieler.

## Karriere
Weber wechselte zur Saison 1990/91 vom VfB Hohenems zum SCR Altach. Mit Altach stieg er zu Saisonende in die 2. Division auf. Sein Debüt in der zweithöchsten Spielklasse gab er im April 1992 gegen den SV Stockerau. Insgesamt kam er zu sechs Zweitligaeinsätzen für den SCRA, mit dem er zu Saisonende direkt wieder aus der zweiten Liga abstieg.
Daraufhin wechselte Weber zur Saison 1992/93 zum FC Schwarzach, bei dem er nach der Saison 1993/94 seine Karriere beendete.